# Juan de Barroeta y Anguisolea
Juan Francisco de Barroeta y Anguisolea (Bilbao, 10 d'octubre de 1835-10 d'abril de 1906) fou un pintor i il·lustrador basc, un dels més destacats retratistes al Bilbao del darrer terç de segle xix.

## Biografia
Fill d'un pintor de retrats, Juan de Barroeta Lecanda, i de Rufa Anguisolea Aguirre, va néixer pocs mesos després del setge de Bilbao dut a terme pel general carlí Zumalacárregui. Des de ben jove es va sentir atret per la pintura, animat pel seu pare. Poc abans de complir els 13 anys va conèixer Federico de Madrazo en una de les seves visites a Bilbao, que a més el pintà en un retrat. Pocs anys després, el 1851 es posà sota la seva direcció i ingressà a la Reial Acadèmia de Belles Arts de San Fernando de Madrid. Allà tindrà per companys, entre d'altres, a Vicente Palmaroli, Marià Fortuny i Eduardo Rosales. A més, estigués en contacte amb un cercle de poetes i escriptors amb els quals va posar en marxa un diari anomenat El Precursor.
En dues ocasions (1855 i 1859) va intentar aconseguir una pensió a Roma per continuar els seus estudis, que van resultar infructuoses a causa dels forts competidors. Presentà, respectivament, La resurrecció de Llàtzer i el Comiat de Gai Grac de la seva família. A causa del disgust i després d'haver viscut uns anys d'incertesa professional amb petits encàrrecs i feines al taller dels Madrazo, el 1859 decideix tornar a Bilbao on obre el seu propi taller, tot i que continuà alternant la residència amb Madrid. De fet el 1865 pintà els retrats dels reis visigots Khindasvint i Leovigild per a la Sèrie Cronològica dels Reis d'Espanya, avui propietat del Museu del Prado. No obstant això, va assolir cada vegada més fama a la seva localitat natal com a retratista, arribant a retratar les figures més destacades de la societat del moment, en un moment en què el desenvolupament comercial de la ciutat i el poder econòmic de la burgesia va afavorir, precisament, un augment d'encàrrecs, que a més va resoldre amb un notable èxit. Hom considera els retrats de Barroeta són un referent de la societat que va viure i ell el millor pintor de retrats de Bilbao i un dels millors de l'Espanya del segle xix. A banda d'encàrrecs particulars, també en va tenir d'oficials: el 1873 pinta una Al·legoria de la República per a l'Ajuntament de Bilbao i el 1875, sense importar el canvi de règim, pinta un retrat d'Alfons XII per a la Diputació de Biscaia.
La feina la va compaginar amb un paper actiu a l'Escola d'Arts i Oficis, membre de la Junta i important promotor de l'ensenyament artístic a Bilbao. També exercí càrrecs públics, abans de 1874 formà part de la corporació municipal.
Val a dir que banda dels retrats també va conrear també altres gèneres, com el paisatge o els costums locals. La seva participació a les exposicions va ser nul·la, tret de l'Exposició Nacional de Belles Arts de 1856, a la qual va ser guardonat amb la tercera medalla per La resurrecció de Llàtzer. L'obra va ser adquirida per l'estat i passà al Museu d'Art Modern de Madrid. Com a il·lustrador va col·laborar amb un bon nombre de revistes, assíduament amb La Ilustración Española y Americana. També fou notable la seva activitat com a escenògraf, realitzant els decorats de les òperes Robert i Faust el 1885.